# XBill
 (octobre 2017).
Si vous disposez d'ouvrages ou d'articles de référence ou si vous connaissez des sites web de qualité traitant du thème abordé ici, merci de compléter l'article en donnant les références utiles à sa vérifiabilité et en les liant à la section « Notes et références ».
Le jeu vidéo XBill est un jeu d'arcade dans lequel le joueur doit empêcher Bill d’installer son virus Wingdows sur un parc de stations de travail.
Ce virus est astucieusement déguisé pour ressembler à un système d'exploitation populaire, sur un type d'ordinateur capable de faire tourner différents systèmes d'exploitation.
Il a été très populaire chez les utilisateurs de Linux à la fin des années 90, au point de dépasser Quake (mais pas Quake II) comme  "jeu favori" des lecteurs auprès de lecteurs du Linux Journal en 1999.

## Déroulement
Le joueur doit défendre des PC avec divers systèmes (Apple, Solaris, ...). Les systèmes d'exploitation sont représentés par des logos sur les écrans d'ordinateur.
Quand Bill a installé son virus, il emporte le système d'exploitation avec lui.
Avec la souris, le joueur doit écrabouiller Bill et ramener les systèmes volés à leur place.
A la fin d'un niveau, le nombre de points dépend du nombre d'ordinateurs qui tournent encore avec leur système d'origine.
Aux niveaux supérieurs, les ordinateurs sont reliés en réseau et peuvent s'infecter les autres.
Certains ordinateurs peuvent aussi prendre feu, et on peut les éteindre avec de seaux d'eau.